# Foch (tàu tuần dương Pháp)
Foch là một tàu tuần dương hạng nặng của Hải quân Pháp thuộc lớp Suffren đã phục vụ trong Chiến tranh Thế giới thứ hai. Nó là chiếc tàu chiến đầu tiên của Pháp được đặt tên theo Thống chế Ferdinand Foch.
Foch được đặt lườn vào ngày 21 tháng 6 năm 1928 tại Xưởng vũ khí Brest. Nó được hạ thủy vào ngày 24 tháng 4 năm 1929 và được đưa ra hoạt động vào ngày 15 tháng 8 năm 1931.
Vào giai đoạn mở đầu của Thế Chiến II, Foch cùng với tàu tuần dương chị em Dupleix hình thành nên Lực lượng M, đặt căn cứ tại Dakar. Vào ngày 14 tháng 6 năm 1940, Đội tàu tuần dương 1 của Pháp cùng với Algérie, Foch và các tàu khu trục hộ tống đã tiến hành Chiến dịch Samoyède bắn phá Vado gần Genoa.
Sau khi Pháp đầu hàng, Foch cùng hầu hết lực lượng của Hải quân Pháp được rút ra khỏi hoạt động tác chiến và được giữ tại Toulon. Trong vụ Đánh đắm Hạm đội Pháp tại Toulon, Foch bị đánh đắm vào ngày 27 tháng 11 năm 1942, với các van lấy nước được mở và chất nổ được đặt tại các dàn pháo chính để không bị người Đức chiếm giữ. Nó đã bốc cháy trong nhiều ngày và trở nên hoàn toàn vô dụng, nhưng nó được người Ý trục vớt vào ngày 16 tháng 4 năm 1943 và tháo dỡ sau đó.